# عثمان مامادو كان
عثمان أو "أوسمان" مامادو كان  (بالفرنسية: Ousmane Mamadou Kane) هو مهندس واقتصادي ووزير موريتاني شغل عدة مناصب وزارية وإدارية في بلاده، وشغل مناصب إدارية دولية في قطاعات التعدين والمالية، ويشغل منذ أغسطس 2020 منصب وزير الشؤون الاقتصادية وترقية القطاعات الانتاجية في حكومة الرئيس محمد ولد الغزواني التي شكلها محمد ولد بلال، وسبق له أن عُيّن محافظا للبنك المركزي الموريتاني، كما قضى فترة وزيرا للمالية، كما أدار الشركة الوطنية للصناعة والمناجم (سنيم) عملاق الاقتصاد الموريتاني وأكبر شركة موريتانية وثاني أكبر شركات الحديد في إفريقيا.